# 여주보
여주보(驪州洑, 영어: Yeojubo)는 경기도 여주시 세종대왕면과 대신면에 위치한 남한강의 보이다. 운영 주체는 한국수자원공사이다.
용수 확보와 이상 기후에 따른 홍수 예방, 수질 개선과 생태계 복원, 주민을 위한 복합공간 제공과 강 중심의 지역 발전을 목표로하는 4대강 정비 사업에 따라 추진되었다. 한강4공구인 여주시 능서면 내양리 시점에서 천남리까지의 3.7km 구간에 속해 진행되었다. 총사업비 3,060억원으로 6개의 시공사와 2개의 감리사가 참여하였다.
2011년 10월 15일 일반에 개방하였다. 보 길이는 525m로 여주에 세종대왕릉이 있는 것을 감안해 세종대왕의 발명품인 해시계와 물시계의 형상으로 디자인하였다. 발전시설용량 4950kWh의 소수력발전기가 운영중이다. 2~3m 높이의 수문 12기가 유압식 승강장치에 의해 상하로 오르내리며 수위를 조절한다. 우안에 자연형어도가, 좌안에 인공어도가 설치되어있다. 왼쪽 지역에는 관리소 및 홍보관과 전망대가 위치해있다. 보 공도교에는 인도와 자전거길이 있다. 4대강 자전거길로 구성되어 한강 자전거길 남한강 구간에 속하게 되었다.

## 논란

### 가뭄 해결 효과 논란
보의 용수 확보 효과는 2015년 대한민국 가뭄 때에도 용수가 100% 차있고, 인근 지역이 가뭄 피해를 입지 않게 되었지만, 극히 가까운 지역에 제한되었고 불과 10km쯤 떨어진 곳은 혜택을 받지 못한 것으로 드러났다. 이는 관개수로가 연결되지 않았기 때문으로 한국농어촌공사가 이를 건설할 계획에 있다. 하지만 막대한 돈이 들어가는데 반해 혜택 지역이 크지 않는 것으로 나타났다. 이에 이미 관리비로도 많은 돈이 들어가고 있는 상황이여서 경제성 없는 관개수로의 추가 건설은 논란이 되고있다.